# Joseph Court
Pour les articles homonymes, voir Court et Joseph-Désiré Court.
Joseph Urbain Court (1882-1948) est un administrateur colonial français qui fut gouverneur de La Réunion du 28 octobre 1938 au 29 décembre 1939.

## Biographie
Joseph Court naît le 1er juillet 1882 à Lutzelhäusen, dans le district de Basse-Alsace (Alsace-Lorraine allemande), dernier d'une famille catholique de six enfants. Il passe en France et entre à l'École coloniale de Paris dont il sort major de sa promotion en 1904. Il commence sa carrière coloniale au Sénégal, puis au protectorat du Maroc où il se fait remarquer par Lyautey. Après la guerre, il est membre de la Commission des réparations à Berlin. Il retourne au Sénégal en 1924, puis sert en Côte-d'Ivoire, au Soudan français. Il est nommé gouverneur du Niger en 1936. Victor Chazelas assure son intérim à partir d'avril 1938.
Le 28 octobre 1938, Joseph Court est nommé gouverneur de La Réunion où il arrive à bord du Général-Metzinger le 15 novembre suivant. En février 1939, il fait valider par la Commission Coloniale l'aménagement rationnel du domaine forestier, la régularisation du régime des eaux ainsi que la préservation des sources. En mai, afin d'améliorer la recherche d'emploi et le recrutement, il crée les premiers bureaux de placement dans les principales villes.
Alors que le danger de la guerre est imminent, il prépare la population sans affolement. Début juin 1939, il se rend à l'Île Maurice voisine pour rencontrer le gouverneur britannique, Sir Bede Clifford, et se prémunir contre l'isolement. Le lendemain de la déclaration de guerre, il prononce un discours radiodiffusé pour décréter la mobilisation générale et évoque « la nation aux côtés des alliés ». Il bloque les prix sur des produits d'alimentation de base et interdit certaines exportations. Il met sur pied un comité consultatif de l'économie intérieure de la guerre avec à sa tête un comité directeur chargé de faire appliquer des plans d'économie de guerre aux communes. En décembre 1939, il met en place un comité de surveillance des prix. Les premiers appelés, un millier d'hommes, partent le 9 septembre 1939 pour Tamatave, puis pour Marseille. Les conditions de voyages sont déplorables et neuf hommes meurent tandis que cent quarante sept sont hospitalisés à leur débarquement.
L'île ne possède que cent vingt-cinq fusils Lebel et douze fusils mitrailleurs et une batterie de 95 est installée au port de la Pointe des Galets.
Il quitte la colonie dans les premiers jours de l'année 1940 après avoir fait valoir ses droits à la retraite. Pierre Émile Aubert lui succède, n'arrivant que le 26 février 1940. Il meurt le 27 mai 1948 à Paris (14e arrondissement).

### Famille
Sa fille est Simone Binet-Court, autrice ayant reçu le Prix de l'Académie française en 1980.

## Décorations
- Officier de la Légion d'honneur (28 février 1938)
  -  Chevalier de la Légion d'honneur (10 juillet 1925)